# Linia kolejowa nr 326 (Czechy)
Linia kolejowa nr 326 – nieczynna linia kolejowa w Czechach, biegnąca przez kraj morawsko-śląski, od Hostašovic do Nowego Jiczyna. Została otwarta w 1889 roku. W trakcie powodzi w czerwcu 2009 roku linia została mocno uszkodzona i przejazd nią stał się niemożliwy. Ostatecznie nie zdecydowano się na odbudowę zniszczonego szlaku.